# يوسف الميلم
يوسف الميلم (1971 -) هو كاتب وأديب سعودي. 

## حياته ونشأته
ولد في مدينة الرياض عام 1971م وحاصل على الدرجة الجامعية من جامعة الملك سعود وله أربعة أعمال ادبية.

## مؤلفاته
- مجموعة قصصية (بصيص من الظلام) صدرت في عام 2005
- مجموعة قصصية (بقايا من وجه العاصفة) صدرت في عام 2006
- مجموعة قصصية (انكسار الضوء) صدرت في عام 2007
- مجموعة قصصية (موت مدينة) صدرت في عام 2008
مقتطفات من أعماله الادبية
في بعض الأحيان يصبح الجنون جزءاً من الواقع الذي نعيشه بكل تفاصيله ونحاول أن نتأقلم معه أو على الأقل نتجاهله حتى تتوازن حياتنا ولا نفقد قدرتنا على الاستمرار قدرتنا على الأمل قدرتنا على الحب...
الإنسان محصول تجاربه
نحن فقراء في كل شيء حتى في مشاعرنا
أن الأحلام لا تموت إلا عندما نتوقف في التفكير فيها
فالإيمان الكامل والمطلق بالنجاح هو النجاح الحقيقي حتى إذا لم يتحقق